# Ivica Barbarić
Ivica Barbarić (Metković, 1962. február 23. –) horvát válogatott labdarúgó.

## Nemzeti válogatott
A jugoszláv válogatottban 1 mérkőzést játszott.

## Statisztika
| Jugoszláv válogatott | Jugoszláv válogatott | Jugoszláv válogatott |
| Időszak              | Mérk.                | gól                  |
| -------------------- | -------------------- | -------------------- |
| 1988                 | 1                    | 0                    |
| Összesen             | 1                    | 0                    |